# No One Can Do It Better
| Críticas profissionais | Críticas profissionais |
| Avaliações da crítica  | Avaliações da crítica  |
| Fonte                  | Avaliação              |
| ---------------------- | ---------------------- |
| Allmusic               | link                   |
| RapReviews             | link                   |
| Artistdirect           | 5 de 5 estrelas.       |
| Rolling Stone          | link                   |
| Rhapsody               | (Favorável)            |

No One Can Do It Better (em português: Ninguém Pode Fazer Melhor) é o álbum de estreia do rapper The D.O.C., lançado em 16 de Junho de 1989 pela Ruthless Records. É considerado um dos melhores álbuns de rap de todos os tempos. Chegou ao topo da Top R&B/Hip-Hop Albums por duas semanas e ao número vinte da Billboard 200 Foi certificado como Ouro pela RIAA três meses após o lançamento, e Platina em 21 de Abril de 1994. É também o único álbum que D.O.C. conseguiu gravar antes do acidente de carro que esmagou sua laringe, mudando permanentemente sua voz.

## Informação do Álbum
Idolatrando os rappers da Costa Leste como Run DMC, The D.O.C. mostrou um estilo musical diferente do de seus amigos do N.W.A., procurando não falar de armas, drogas ou violência. O álbum só recebeu o selo do Parental Advisory por causa da música final The Grand Finalé.
A maioria dos samples é de artistas do gênero funk como Marvin Gaye, Parliament e Funkadelic, mas há samples de rappers como o N.W.A. e Run DMC. Uma em particular, "Beaultiful But Deadly", uma mistura de rap com rock, tem um solo pesado de guitarra através da música (isso vem de "Cosmic Slop" do Funkadelic).

## Recepção
Chris Rock nomeou o álbum como o 11.º melhor álbum de Hip Hop na sua lista dos 25 melhores álbuns de Hip Hop de 2005.
Em 1998, o álbum foi listado no The Source's 100 Best Rap Albums.

## Faixas
| #  | Título                      | Produtor(es)      | Intérprete(s)         | Compositor(es)                                 | Sample(s) |
| -- | --------------------------- | ----------------- | --------------------- | ---------------------------------------------- | --- |
| 1  | "It's Funky Enough"         | Dr. Dre           | The D.O.C.            | Tracy Curry Andre Young                        | Foster Sylvers - "Misdemeanor" Lightnin' Rod - "Brother Hominy Grit", James Brown - "It's a New Day (Live)" "N.W.A." - 8 Ball" |
| 2  | "Mind Blowin'"              | Dr. Dre           | The D.O.C.            | Tracy Curry Andre Young                        | Melvin Bliss - "Synthetic Substitution", Heatwave - "Mind Blowin' Decisions", Honey Drippers - "Impeach the President", Sly & The Family Stone - "I Want to Take You Higher", Roy Ayers - "Boogie Back", Kool Moe Dee - "Go See The Doctor" |
| 3  | "Lend Me An Ear"            | Dr. Dre           | The D.O.C.            | Tracy Curry Andre Young                        | Eddie Bo - "Hook and Sling" Lyn Collins - "Think (About It)" |
| 4  | "Comm. Blues"               | Dr. Dre           | The D.O.C., Michel'le | Tracy Curry Andre Young                        | |
| 5  | "Let The Bass Go"           | Dr. Dre           | The D.O.C.            | Tracy Curry Andre Young                        | James Brown - "Funky Drummer" Isaac Hayes - "No Name Cafe" |
| 6  | "Beautiful But Deadly"      | Dr. Dre           | The D.O.C.            | Tracy Curry Andre Young                        | Funkadelic - "Cosmic Slop" Syl Johnson - "Different Strokes" |
| 7  | "The D.O.C. & The Doctor"   | Dr. Dre           | The D.O.C.            | Tracy Curry Andre Young                        | Funkadelic - "Good Ole Music" |
| 8  | "No One Can Do It Better"   | Dr. Dre           | The D.O.C.            | Tracy Curry Andre Young                        | |
| 9  | "Whirlwind Pyramid"         | Dr. Dre           | The D.O.C.            | Tracy Curry Andre Young                        | Parliament - "Getting to Know You" Yellow Sunshine - "Yellow Sunshine" |
| 10 | "Comm. 2"                   | Dr. Dre           | The D.O.C., MC Ren    | Tracy Curry Andre Young                        | B.T. Express - "If it Don't Turn You on (You Outta Leave it Alone)", Sly & The Family Stone - "If You Want Me to Stay" |
| 11 | "The Formula"               | Dr. Dre           | The D.O.C., Dr. Dre   | Tracy Curry Andre Young                        | Marvin Gaye - "Inner City Blues (Make Me Wanna Holler)" |
| 12 | "Portrait Of A Masterpiece" | Dr. Dre           | The D.O.C.            | Tracy Curry Andre Young                        | The JB's - "Blow Your Head", Teddy Pendergrass - "You Can't Hide from Yourself", Charles Earland - "Intergalactic Love Song" |
| 13 | "The Grand Finalé"          | Dr. Dre, DJ Yella | The D.O.C, N.W.A.     | Tracy Curry, Lorenzo Patterson, O'Shea Jackson | Parliament - "Chocolate City" |

## Singles
| Informação dos Singles                                                                       |
| -------------------------------------------------------------------------------------------- |
| "The D.O.C. & The Doctor" - Lançado: 5 de Outubro de 1989 - B-side: "SomethingTaBumpInYaCar" |
| "It's Funky Enough" - Lançado: 1989 - B-side: "No One Can Do It Better"                      |
| "The Formula" - Lançado: 1989 - B-side: "Whirlwind Pyramid"                                  |
| "Mind Blowin" - Lançado: 1989 - B-side: "Portrait of A Master Piece (Remix)"                 |

## Paradas musicais
| Parada (1989)          | posição |
| ---------------------- | ------- |
| Billboard 200          | 20      |
| Top R&B/Hip Hop Albums | 1       |